# Nun (písmeno)
Nun (symbol נ,ן hebrejsky נוּן,נון‎) je čtrnácté písmeno hebrejské abecedy.
Ve své symbolice se vykládá jako vav spojený s judem. Oproti písmenu gimel, který se skládá ze stejných písmen je v písmeně nun vav na stejné úrovni s judem. Značí tedy člověka, jenž poznal boha.
V jazyce beduínů pak nun znamená „ryba“.
Koncové nun je pak již ryba mrtvá, kterou nelze nijak zduchovnit a která nepozná boha.

## Čtení a psaní
V hebrejštině se čte jako alveolární nazála [n] (IPA 116).
Vyskytne -li se nun na konci slova, má grafickou podobu ן.

## Číselný význam
V systému hebrejských číslic má číselný význam 50.